# Artistas daneses en Roma
Artistas daneses en Roma (en danés: Et selskab af danske kunstnere i Rom) es una pintura de Constantin Hansen de 1837. La imagen muestra a Constantin Hansen en compañía de sus colegas artistas, que vivieron en Roma en la primavera de 1837. Las personas retratadas son: Constantin Hansen (el boceto, donde fue modelo, fue interpretado por Albert Küchler), Gottlieb Bindesbøll, Martinus Rørbye, Wilhelm Marstrand, Albert Küchler, Ditlev Blunck y Jørgen Sonne (enumerados en el orden que se muestra en la imagen de izquierda a derecha).

## Trasfondo

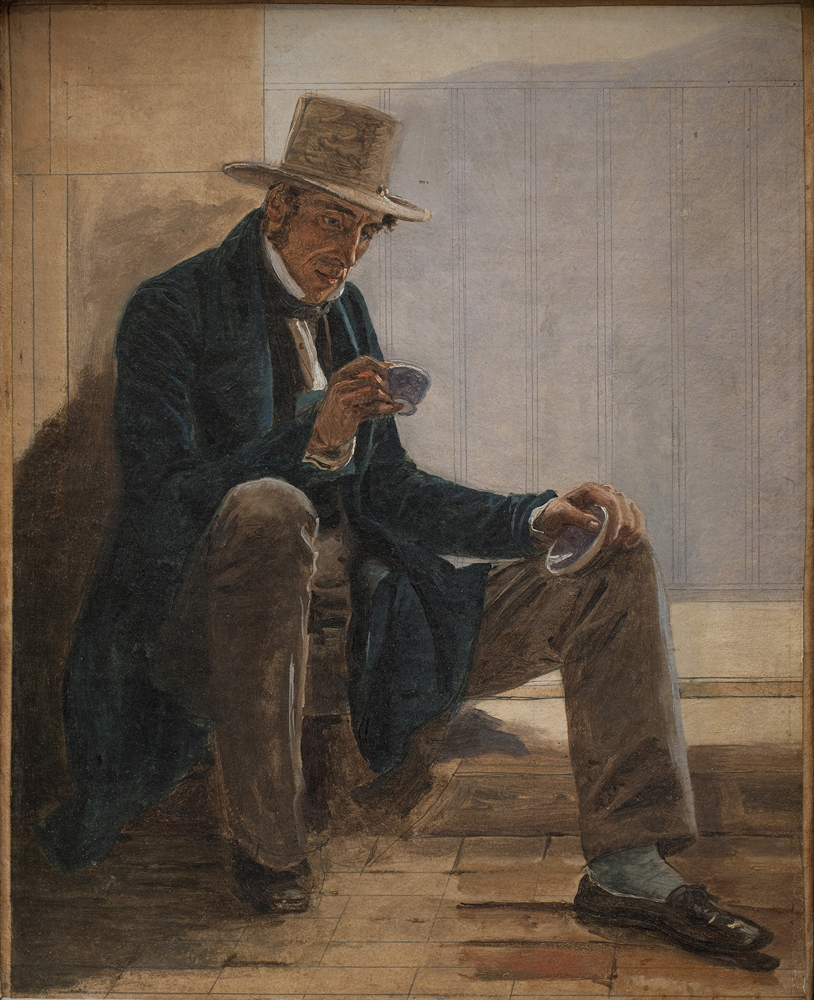
Constantin Hansen, Martinus Rørbye, 1837, Museo Nacional de Arte.

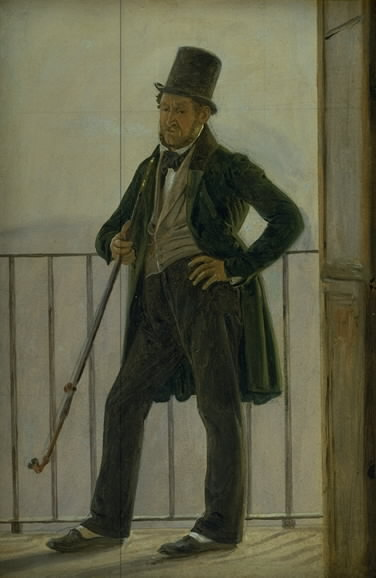
Constantin Hansen, Maleren Albert Küchler, 1837, Museo Nacional de Arte.

La obra fue pintada por invitación de la Sociedad de Arte de Copenhague, que en su reunión general del 9 de marzo de 1837 decidió, entre otras cosas, que se solicite a «seis artistas daneses que residen en el extranjero que presenten a la Sociedad pinturas sobre objetos elegidos por ellos mismos para lograr un premio aún por decidir, pero no siendo más de 150 muestras.» Se adoptó la propuesta del Consejo y se decidió que la convocatoria se dirigiera a Ditlev Blunck, Constantin Hansen, Albert Küchler, Wilhelm Marstrand, Niels Simonsen y Jørgen Sonne.
La invitación probablemente le llegó a Constantin Hansen a principios de abril de 1837. La tasa de correlación preservada sugiere que la imagen solo fue creada después de que la invitación para pintar un cuadro le hubiera llegado.
En el período siguiente, varias personas dijeron haber modelado para Constantin Hansen, como Martinus Rørbye, el 18 de junio de 1837. Marstrand ha declarado que «Constantin nos ha pintado a todos en donde tomamos café en Bindesbølls, antes de la sala de estar de Petzholt.» Rørbye ha escrito en su diario: «Un día aburrido, lo pasé sentado en el modelo de Hansen para el estudio de la pintura que comenzó con otros artistas daneses.»

## Motivo
La pintura imagina a los siete artistas y a un perro en una habitación con balcón en Roma. El personaje principal de la pintura es el arquitecto Gottlieb Bindesbøll, que yace en el suelo con un fez en la cabeza. Los otros artistas se colocan a su alrededor y escuchan más o menos interesado lo que está a punto de contar. En las paredes de la sala hay bocetos que han sido realizados por Constantin durante su estancia en Italia. En la pared cuelga el boceto de Constantin Hansen para la pintura Det såkaldte Vestatempel med dets omgivelser i Rom (1837). En el otro lado del balcón hay una figura de yeso de un hombre con un vestido antiguo, siendo una figura hecha por Herman Wilhelm Bissen.

## Despacho
La pintura se completó en otoño y fue enviada a Copenhague el 16 de noviembre de 1837, junto con otras pinturas.

## Recepción
La pintura recibió una recepción mixta en su momento. Uno de los primeros comentarios sobre la pintura se puede encontrar en la revista Dansk Kunstblad del 6 de enero de 1838. Aquí el escritor (posiblemente F. C. Hillerup) se preguntó sobre el serio estado de ánimo de la imagen. Al mismo tiempo, explica que tiene dificultades para comprender los contenidos y la idea del trabajo.
Más tarde, ese mismo año (mayo de 1863), el teólogo H. F. Wiborg, reclamó que la pintura carecía del espíritu: «¿Dónde está la vida, dónde está el espíritu? ¡En verdad! Una producción artística sobre los rostros de los artistas no debería ser tan obscena.»
Aunque la recepción del trabajo de Hansen fue mixta, la pintura se considera hoy en día una de las principales obras de la Edad de Oro danesa.

## Interpretaciones

### Tema de conversación
Un escritor (posiblemente F. C. Hillerup) se preguntó en un artículo de la revista Dansk Kunstblad (6 de enero de 1838) sobre el serio estado de ánimo en el que se basa la pintura. El escritor sugiere la interpretación de que las caras serias de los artistas se deben al hecho de que discuten la cólera que asoló Italia en el momento en que Hansen pintó la imagen.
El historiador de arte danés Niels Lauritz Høyen estaba convencido de que los artistas en el apartamento escuchaban a Bindesbøll, que hablaba sobre su viaje y el de Martinus Rørby en Grecia y Turquía.
El historiador de arte danés P. H. Rohde en 1982 llevó a cabo una tercera interpretación del tema de discusión del grupo de artistas. Rohde cree que leer la composición de la imagen es la clave para entender lo que los artistas están discutiendo. Rohde describe cómo la composición de la figura a través de una curva en forma de S guía el ojo del espectador de izquierda a derecha. La línea S comienza en Constantin. Hansen pasa a Bindesbøll para terminar en la mesa de la derecha, donde se ve un tablero de dibujo con el dibujo original del Museo Thorvaldsen, que Bindesbøll ha dibujado. Rohde cree que es más probable que Bindesbøll le cuente a sus colegas artistas sobre su trabajo con el museo que sobre el cólera o su viaje, porque temporalmente concuerda con que Bindebøll haya trabajado intensamente en un proyecto del museo en 1837.

### Una paráfrasis deLa escuela de Atenas

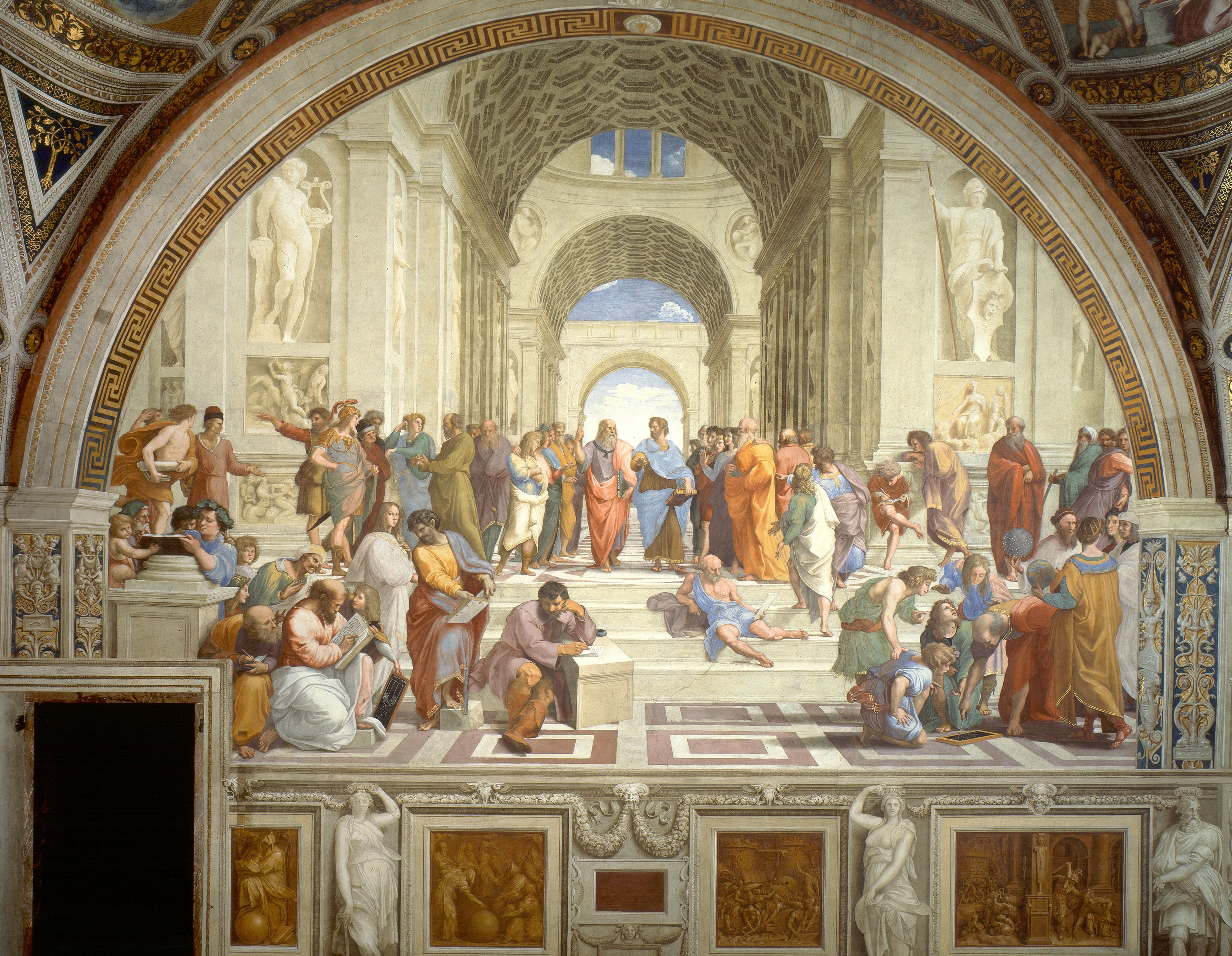
Rafael Sanzio, La escuela de Atenas, 1509-1511

El historiador de arte danés Søren Kaspersen ha sugerido que, en la obra Artistas daneses en Roma, Constantin Hansen ha pintado una reinterpretación cotidiana del fresco La escuela de Atenas (1509-1511), de Rafael Sanzio, en las Estancias de Rafael del Palacio Apostólico vaticano. Kaspersen describe que tanto en la idea como en la composición de la pintura son paralelos a la escuela en Atenas. Una gran similitud es que ambas obras representan una reunión de una élite cultural que discute las ideas de la época. Los componentes puros son las personas en el retrato grupal de Hansen como las personas en la escuela en Atenas, agrupadas alrededor de una luz que se abre en el fondo.
Sin embargo, la diferencia es que Rafael ha escenificado a los antiguos filósofos de una manera elevada, en comparación, los artistas daneses aparecen en la pintura de Hansen como gente terrestre. Kaspersen también enfatiza que hay características comparables entre las figuras en las dos obras. El mentiroso Bindesbøll ocupa un lugar en la obra de Hansen, que recuerda al parcialmente desnudo Diógenes, que en el trabajo de Rafael se encuentra en el medio de las escaleras. Además, Kaspersen cree que uno podría ver una similitud entre la expresión pensativa de Constantin Hansen y la horrible figura en primer plano, a menudo identificada con Miguel Ángel.